# Зукићи (Коњиц)
Зукићи су насељено место у Босни и Херцеговини у општини Коњиц у Херцеговачко-неретванском кантону које административно припада Федерацији Босне и Херцеговине. Према попису становништва из 1991. у насељу је живјело 346 становника.

## Географија
Насеље се налази на магистралном путу М17, на релацији Брадина — Подорашац.

## Становништво
По последњем службеном попису становништва из 1991. године, у насељу Зукићи живело је 346 становника. Већина становника су били Муслимани.
| Националност       | 1991.        | 1981. | 1971. |
| Муслимани          | 298 (86,13%) |       |       |
| Срби               | 29 (8,38%)   |       |       |
| Хрвати             | 11 (3,18%)   |       |       |
| остали и непознато | 8 (2,31%)    |       |       |
| Укупно             | 346          |       |       |